# Canal de la Mer du Nord

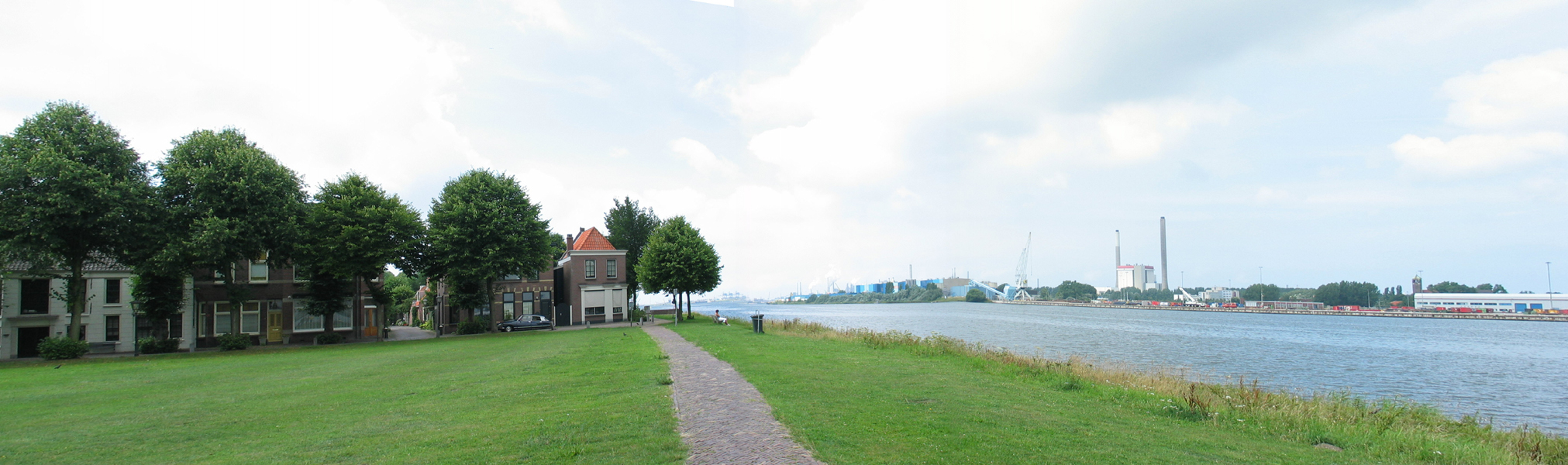
Le canal près de Velsen

Le canal de la Mer du Nord (en néerlandais : Noordzeekanaal) est un canal de 21 km aux Pays-Bas qui va d'Amsterdam à IJmuiden (commune de Velsen) sur la mer du Nord .
Le tirant d'eau est de 13,72 m et sa largeur maximale est de 275 m.
Le canal reçoit 0,6 % des eaux du Rhin, qui sont pompées à IJmuiden.

## Histoire
Le canal de la mer du Nord a été construit entre 1865 et 1876, pour permettre aux navires d’atteindre Amsterdam. Le premier coup de pioche a été donné le 28 mars 1865. Il a été creusé à la pelle et la brouette, bien que des engins motorisés existaient déjà. Les conditions de travail étaient épouvantables, les ouvriers dormaient dans des huttes en branches de sapin, dans la boue ou sur du chaume, dans des trous creusés dans le sol. Les maladies, les bagarres et l'abus d'alcool étaient souvent de mise. Connie Braam a écrit un roman historique sur le sujet.
Il est inauguré par le roi Guillaume III, le 1er novembre 1876. Il faisait alors 27 mètres de large pour 7 m de profondeur, et a été agrandi à plusieurs reprises. 
Le canal de la Mer du Nord a tout de suite remplacé en importance le canal de la Hollande-Septentrionale (Noordhollandsch Kanaal), construit de 1817 à 1822, qui va d'Amsterdam à Den Helder.

## Canaux latéraux
La construction du canal allait de pair avec la poldérisation de grandes parties de l'IJ, ancien bras de mer de la Zuiderzee. Afin de permettre l'évacuation des eaux des cours d'eau qui historiquement se jetaient dans l'IJ, plusieurs canaux de raccordement furent construits. Ces canaux ont reçu les noms de Zijkanaal de A à K :
- le Zijkanaal A relie le port de Beverwijk à la mer du Nord, mais était en fait un canal de crue pour la Ligne de défense d'Amsterdam ;
- le Zijkanaal B relie Spaarndam à la mer du Nord. Dans les années 1960, il a été coupé en deux par la construction de l'autoroute A9, la connexion à la mer du Nord a été endiguée de sorte qu'il n'est plus en communication avec le canal ;

- le Zijkanaal C relie Spaarndam à la mer du Nord et à Buitenhuizen. C'est aussi une station de pompage de drainage principale. L'autoroute A9 a un pont mobile sur ce canal latéral ;
- le Zijkanaal D relie le Nauernasche à la mer du Nord ;
- le Zijkanaal E est un canal très court qui relie l'extrémité sud de Westzaan à la mer du Nord ;
- le Zijkanaal F relie Halfweg à la mer du Nord. La majeure partie du canal n'est plus utilisée. C'est aussi un drainage principal du Rhin à la mer du Nord ;
- le Zijkanaal G se connecte Zaandam et donc la rivière Zaan à la mer du Nord ;
- le Zijkanaal H relie le Barndegat à la mer du Nord ;
- le Zijkanaal I relie Oostzanerwerf à l'IJ ;
- le Zijkanaal K relie le port de Nieuwendam à l'IJ.

## Les jetées
Pour protéger l'accès au canal deux jetées ont été construites dans la mer.
Les navires toujours plus grands ont nécessité un élargissement du passage. En 1957 le laboratoire d'hydraulique de Delft a étudié le sujet. Ce qui en est ressorti, c'est la construction de deux jetées déséquilibrées avec 500 mètres de différence de longueur entre celle du sud et celle du nord. La longueur de la jetée nord devant être de 1 500 à 2 500 mètres et la jetée sud d'environ 3 000 mètres, ceci pour éviter l'envasement de l'entrée du canal et pour que les navires entrant souffrent moins des vents dominants du sud-ouest et du flux sud-nord le long de la côte. 
L'ouverture a été élargie de 260 m à 750 m et le canal approfondi à 15 m. Le travail, qui a débuté fin 1960 est achevé en 1967.

## Navigation dans le canal
Avant de pénétrer dans le canal, les navires avec un tirant d'eau de plus de 14 m doivent utiliser l'IJgeul.
Après l'entrée dans le port d'IJmuiden, les écluses d'IJmuiden donnent accès au canal et permettent un tirant d'eau de 15,5 mètres.
Le Velsertunnel (nl), creusé dans les années 1950 pour remplacer un pont tournant, limite le creusement possible du canal à la profondeur maximale de 16 m.
Plus loin, les navires peuvent avoir un tirant d'eau de 14,05 mètres en eau douce, ou l'équivalent de 13,75 mètres d'eau salée, le Mercuryhaven est atteint 15 km après les écluses. Trois kilomètres plus loin, il passe à proximité du centre-ville d'Amsterdam près du Passenger Terminal Amsterdam. Après 28 km, les écluses Oranjesluizen permettent un passage à l'est vers le Markerwaard principalement pour la navigation de loisir, tandis qu'au sud, le Rhin peut être atteint sans écluses.

## Élargissement et approfondissement
Lors de son ouverture, la totalité du canal n'était pas encore à la profondeur désirée de 6,5 mètres ; des dragues ont été effectuées par la suite. Le premier navire à pleine charge a pu atteindre Amsterdam en octobre 1878. Entre les années 1876 et 1879, le nombre de navires dans le port d'Amsterdam est passé de 1 100 à 1 500. La taille des navires a été également en hausse, de nouvelles écluses de plus en plus longues ont été nécessaires.
Le tableau ci-dessous montre l'évolution de la liaison avec la mer du Nord depuis l'ouverture :
| Année     | Profondeur (en m) | Largeur du fond (en m) |
| --------- | ----------------- | ---------------------- |
| 1876      | 6,50              | 27                     |
| 1881-1883 | 8,20              | 20                     |
| 1889-1896 | 9,00              | 25                     |
| 1897-1898 | 9,00              | 36                     |
| 1904-1907 | 10,30             | 50                     |
| 1929-1939 | 13,00             | 75                     |
| 1958-1965 | 15,50             | 100                    |
| 1963-1979 | 15,50             | 170                    |